# Amblypharyngodon chulabhornae
Amblypharyngodon chulabhornae là loài cá thuộc họ Cá chép sống ở lục địa Đông Nam Á.

## Mô tả
Amblypharyngodon chulabhornae có 10 tia vây mềm ở vây lưng và 8 tia ở vây hậu môn, nó có 31-32 đốt sống. Loài này khác với các loài còn lại trong chi Amblypharyngodon ở chỗ có sổ vẩy ở hàng bên ít hơn, khoảng 42-50 vẩy ở loài A. chulabhornae ít hơn so với 50-79 ở các loài khác trong chi, tương tự, loài này có 6-7 lỗ vảy dọc theo cơ quan đường bên và 4-5 vẩy trên một hàng ngang nằm dọc theo pháp tuyến của cơ quan đường bên và gốc vây bụng. Cơ thể có màu vàng, mắt xanh và không có râu. Chiều dài tiêu chuẩn tối đa của nó là 30-40mm nhưng con cái trưởng thành lớn hơn một chút so với con đực và có bụng tròn hơn.

## Môi trường sống và phân bố loài
Amblypharyngodon chulabhornae có thể được tìm thấy ở vùng nước nông như trong ruộng lúa và mương nước, thích các khu vực thực vật với sự phát triển của thảm thực vật nổi cũng như các loại cỏ trên mặt đất ngập nước theo mùa. Nó được tìm thấy ở lưu vực sông Chao Phraya và Mekong ở Thái Lan, Lào và Campuchia, cũng như lưu vực sông Mae Klong và hệ thống sông ở phía đông nam Thái Lan kéo dài vào thượng lưu Bán đảo Thái-Malay. Có lẽ loài đã được du nhập vào Singapore và dường như đã sống luôn ở đó.

## Thói quen
Amblypharyngodon chulabhornae có thể ăn động vật không xương sống nhỏ, động vật phù du và tảo. Chúng là loài cá hòa đồng và thích sống thành bầy nhỏ. chúng sinh sản bằng cách đẻ trứng, hầu hết đặt trứng lên chất nền và không quan tâm gì đến trứng sau đó.